# Багишаев, Зайнулла Абдулгалимович
Зайнулла Абдулгалимович Багишаев (16 января 1946, Акъяр, Хайбуллинский район, Башкирская АССР, РСФСР, СССР) — российский государственный и политический деятель, депутат Государственной Думы третьего и четвертого созывов, член партии «Единая Россия», заместитель председателя Комитета по делам общественных объединений и религиозных организаций.
Доктор педагогических наук (2004), профессор (2004). Преподавал в Саратовском высшем военном училище Внутренних войск МВД.

## Образование
Окончил Саратовское военное училище Внутренних войск в 1967 году, Военно-политическую академию им. В. И. Ленина в 1977 году.
В 2004 году защитил докторскую диссертацию на тему: «Инициирование и формирование стратегических векторов развития российского образования», где провёл осмысление на новом теоретико-методологическом уровне проблем определения стратегических векторов развития образования Российской Федерации обусловленных изменением социально-экономических условий развития страны.

## Биография
В 1980 году занимался обеспечением безопасности Московской олимпиады. С 1987 по 1991 в составе внутренних войск участвовал в миротворческих миссиях в Азербайджане, Ереване, Карабахе, Фергане, Абхазии.

## Служба в армии
Служил во Внутренних войсках. Участвовал в конфликтах в Азербайджане, Карабахе, Фергане, Абхазии.

## Политическая деятельность
С 1997 по 1999 год- заместитель начальника Уфимского юридического института МВД РФ. В 1999 году был председателем Государственного комитета по науке, высшему и среднему профессиональному образованию Республики Башкортостан.
В декабре 1999 года избран в Государственную Думу РФ третьего созыва по общефедеральному списку избирательного блока «Отечество — Вся Россия», являлся членом фракции «Отечество — Вся Россия», заместителем председателя Комитета по регламенту и организации работы Государственной Думы.
7 декабря 2003 года был избран в Государственную Думу РФ четвертого созыва по общефедеральному списку «Единой России». С 1999 года был руководителем аппарата движения «Вся Россия».
1 декабря 2001 года на учредительном съезде всероссийской партии «Единство и Отечество» был избран членом её Генерального совета, занимался вопросами обучения и профессиональной подготовки партийных кадров.

## Звания и награды
Удостоен правительственных наград, в том числе награждён медалью ордена «За заслуги перед Отечеством» II степени (2006).

## Труды
Научные исследовая Багишаева З. А. посвящены проблемам права и развития образования в России. Он является автором около 50 научных публикаций.
- Российское административное право. М., 1996 (соавт.);
- Стратегии развития Российского образования. М., 2003;
- Профессионально-педагогическая мобильность. М., 2004 (соавт.).
- Багишаев З. А. Шевченко И. В. Новые информационные технологии как средство интенсификации образовательного процесса в высшем учебном заведении. Саратов, 1998. — 100 с.
- Багишаев З. А., Коротич В. К. Педагогичская стратегия формирования готовности курсанотв к организации служебно-боевой деятельности. -Саратов, 1999. 103 с.
- Багишаев З. А., Вяткин Л. Г., Филипченко С. И., Шевченко И. В. Педагогическое мастерство преподавателя вуза Учебное пособие. Саратов: Изд-во СВКИ ВВ МВД РФ, 2001. — 78 с.
- Багишаев З. А. Образовательная политика Российской Федерации в условиях вхождения в Болонский процесс // Болонский процесс и проблемысовременного гуманитарного и педагогического образования. Уфа: БПТУ, 2004.-С. 7-13.

## Семья
Женат, имеет дочь.